# Stachystemon
Stachystemon là một chi thực vật có hoa trong họ Picrodendraceae.

## Loài
Chi Stachystemon gồm các loài: